# 34 pr. n. št.
34 pr. n. št. je bilo po julijanskem koledarju navadno leto, ki se je začelo na petek, soboto ali nedeljo, ali pa prestopno leto, ki se je začelo na petek ali soboto (različni viri navajajo različne podatke). Po proleptičnem julijanskem koledarju je bilo navadno leto, ki se je začelo na petek.
V rimskem svetu je bilo znano kot leto sokonzulstva Antonija in Liba, pa tudi kot leto 720 ab urbe condita.
Oznaka 34 pr. Kr. oz. 34 AC (Ante Christum, »pred Kristusom«), zdaj posodobljeno v 34 pr. n. št., se uporablja od srednjega veka, ko se je uveljavilo številčenje po sistemu Anno Domini.

## Dogodki
- Gaj Avgust Oktavijan podjarmi Dalmacijo in Panonijo v provinci Ilirik

## Smrti
- Salustij, rimski zgodovinar (* 86 pr. n. št.)